# Delias fruhstorferi
Delias fruhstorferi är en fjärilsart som först beskrevs av Eduard Honrath 1892.  Delias fruhstorferi ingår i släktet Delias och familjen vitfjärilar. Inga underarter finns listade i Catalogue of Life.